# Emmerdale
Emmerdale (do 1989 znany jako Emmerdale Farm) – brytyjski serial, którego akcja rozgrywa się w fikcyjnej miejscowości o nazwie Emmerdale położonej w hrabstwie West Yorkshire w Anglii. Jego produkcją zajmuje się telewizja Yorkshire Television (YTV), a wyświetlany jest w sieci ITV.

## Obsada
- Andrew Burt/Clive Hornby – Jack Sugden (1972–1976, 1980–2008)
- Arthur Pentelow – Henry Wilks (1972–1991)
- Christopher Chittell – Eric Pollard (od 1986)
- Claire King – Kim Tate (1989–1999)
- Deena Payne – Viv Windsor Hope (od 1993)
- Elizabeth Estensen – Diane Sugden (od 1999)
- Frazer Hines – Joe Sugden (1972–1983, 1986–1994)
- Jane Cox – Lisa Dingle (od 1996)
- Jo Kendall – Peggy Skilbeck (1972–1973)
- John Middleton – Ashley Thomas (od 1996)
- Kevin Fletcher – Andy Sugden (od 1996)
- Leah Bracknell – Zoe Tate (1989–2005)
- Madeleine Howard/Alyson Spiro – Sarah Sugden (1988–2000)
- Norman Bowler – Frank Tate (1989–1997)
- Patrick Mower – Rodney Blackstock (od 2000)
- Paula Tilbrook – Betty Eagelton (od 1994)
- Peter Amory – Christopher Tate (1989–2003)
- Richard Thorp – Alan Turner (od 1982)
- Ronald Magill – Amos Brearly (1972–1995)
- Roxanne Pallett – Jo Sugden (2005–2008)
- Sheila Mercier – Annie Sugden Brearly (1972–1995, 2009)
- Shirley Stelfox – Edna Birch (od 2000)
- Stan Richards – Seth Amstrong (1978–2004)
- Steve Halliwell – Zak Dingle (od 1994)
- Toke Townley – Sam Pearson (1972–1984)
- Tony Audenshaw – Bob Hope (od 2000)
- Rebecca Sarker – Manpreet Sharma (od 2018)